# Amelia di Gerona
Amelia (... – Gerona, 304) è stata una cristiana, martire sotto la persecuzione di Diocleziano.

## Agiografia
Si conosce pochissimo di questa santa. Apparterrebbe ad un gruppo di cristiani uccisi a Gerona in Spagna nel IV secolo sotto la persecuzione di Diocleziano. Il martirio è riportato da un antico breviario di Gerona.
Tra tutti questi martiri viene ricordata anche una donna di nome Amelia.

## Culto
Nel 1336 il vescovo di Gerona Arnau de Camprodón avrebbe ritrovato le reliquie di tutti questi martiri.
La festa liturgica della santa è celebrata dalla Chiesa cattolica al 5 gennaio.